# نابلانوم
نابلانوم هو أول ملك مستقل لدولة المدينة لارسا في الشرق الأدنى القديم والذي حكم بين 1961 قبل الميلاد إلى 1940 قبل الميلاد، وذلك خلال عهد إبي سين من سلالة أور الثالثة والمجاعة وذلك وفقاً لقائمة ملوك لارسا الأخيرة.